# クイズ百点満点
『クイズ百点満点』（クイズひゃくてんまんてん）は、1988年4月10日から1994年3月20日までNHK総合テレビで毎週日曜日の19:20 - 20:00（JST）に生放送された情報クイズ番組である。全246回。『クイズ面白ゼミナール』の後継番組である。
司会は当時NHKアナウンサーだった大塚範一と当時NHK解説委員だった田畑彦右衛門が務めた。使用スタジオはNHK放送センター（東京渋谷）東本館1階101スタジオであった。

## 概要
『クイズ紙と鉛筆をどうぞ』（1987年3月22日・5月3日・8月19日・8月26日）というタイトルのパイロット番組が源流である。第1弾・第2弾の放送は大塚ではなく伊藤鐄二と黒田あゆみが田畑と司会を務めており、その後定着する大塚と田畑のコンビは第3弾からだった。人気番組であった『クイズ面白ゼミナール』の後継番組に選ばれ、レギュラー昇格した。
番組開始前の1988年3月21日には、レギュラー放送と同じ『クイズ百点満点』のタイトル、大塚・田畑のコンビによる司会でパイロット版が放送された。

## 形式
放送は収録ではなく生放送の形式が採られていた。その為、直前枠の7時のNHKニュースの終了時刻が重大･緊急ニュース等でずれ込んだ場合には、番組冒頭で大塚からニュースによって開始がずれた旨と後続番組の放送時間変更案内を行ってから番組本編に入る事があった他、『大河ドラマ』が始まる20時が近づくと改めて放送時間変更の案内を行っていた。
最近の時事問題、国際情勢、暮らしに直結する話題などから毎週1つのテーマでクイズを出題し、スタジオにいる200人の学生解答者と電話回線（事前申し込み制）で参加する視聴者の家族500世帯が解答に参加する。また、紙と筆記具さえあればスタジオと繋がっていない一般家庭でもその場で回答･自己採点する事ができる為、セルフサービス型のクイズ番組である事を謳っていた。解答は初期の頃が全て3択形式で6 - 7問、後期が「ホント」か「ウソ」かの2択形式3問（大半の問題は「ホント」が正解で、「ウソ」が正解になるケースは少数だった）、3択形式5問の計8問（1問10点。7問目と8問目は20点）で初期を除きスタジオ解答者は1問でも不正解ならその時点で脱落となる（予め被っていた赤い帽子を脱ぐ）ノックダウン方式が採用された。なお、200人全員が不正解となり帽子を被った者が一人もいなくなった場合は全員に帽子を被り直させていた（「天才クイズ」等と同じ）。
最終的に全問正解で残った者はスタジオ中央に招かれ紹介された（初期は最終問題の前まで正解した者が呼ばれた後、最終問題が不正解だった者は煙に包まれてその場から消えてしまい全問正解者だけが残る形だった）。賞品などは無く、全国放送で自分の名前（放送初期は在籍大学も）を言えることが特典であった。その後には全問不正解者の発表もあり、名前は公表しないが、自己申告でその場に立たされた。これには「かわいそう」との不評もあったが、へこたれず再挑戦する者も多く（この時は特別に青い帽子を被る）、中には見事に全問正解し雪辱を果たした者もいた。
番組の中盤には、輪島直幸の指導による頭を活性化させる満点体操（手と指を使った簡単体操）を行った。当初は「満点体操第1」のみであったが、その後第2・第3が作られた。
また、電話回線が繋がっている視聴者からの結果の集計中には参加している家族の紹介VTRが毎週1世帯流れていた。
なおパイロット版『クイズ紙と鉛筆をどうぞ』では、視聴者の参加者の解答手段として電話回線ではなくキャプテンシステムが使用された。また帽子を青・黄・赤の3つ重ねて被り、1問間違える度に1つずつ脱いでいた（『百点満点』としての放送初期もこのシステムは採用されたが、この時は重ねてではなく不正解の都度青→黄→赤の帽子をかぶりなおしていた）。つまり百点満点では青の帽子が残ることになる。
解答の制限時間が終了すると大塚は「はい、鉛筆を置いて!」と言ったが、スタジオで配られていたのは黒いサインペンであった。正解発表と解説後は大塚が解説を受けて補足やコメントをした後に、不正解者に対して「間違えた方、帽子を脱いで下さい!」と大塚自らも帽子を取りながら言う。
1993年からの1年間のみ『にこにこぷん』のトリオ（じゃじゃまる、ぴっころ、ぽろり）も登場した（『おかあさんといっしょ』から出演）。
大塚はそれまでスポーツ畑だったが、バラエティ番組は初経験だった。プロデューサーがたまたま早朝のラジオニュースを聞いていて、大塚がミスをした時に謝る態度で起用を決めたという。
「TAMAらいふ21」での昼間のシンポジウムの一つでも前座としてこの番組が会場で再現された。大塚は冒頭で「こんばんは、いや、こんにちは」と挨拶して笑いを誘っていた。BGMも番組と同じものが流れ、満点体操も行われた。

## スタッフ
- 構成：井上頌一、冨田純弘、長野容子、渡辺真理、高梨安英、釜澤安季子、工藤索太郎、千葉さく子 ほか
- 音楽：藤野浩一
- ナレーション：海老原いづみ

## 関連商品
- クイズ百点満点（二見書房、ISBN 4-576-91158-9、1991年）